# Consumidor (biología)
Un consumidor, también llamado heterótrofo, es un organismo que se alimenta de materia orgánica. Lo opuesto son los productores u organismos autótrofos, que producen su propio alimento. Los consumidores se pueden agrupar en herbívoros (o consumidores primarios, que sólo comen vegetales), carnívoros (o consumidores secundarios), que se alimentan de animales, y omnívoros (que se alimentan de vegetales y animales). Los superpredadores que se alimentan de otros carnívoros (además de otros miembros de la cadena trófica) son considerados consumidores terciarios.
Entre el 60 y el 90 % del alimento ingerido por los consumidores es oxidado para obtener energía para moverse y producir el calor interno. Siempre hay una parte del alimento que no es digerida, como gran parte de la celulosa o fibra (las paredes de las células vegetales), la cual es excretada. El porcentaje restante es utilizado para crear tejidos del organismo (para crecer, restaurarse o almacenarse como grasa), necesitando para ello nutrientes (vitaminas, minerales y proteínas). Esta cantidad de energía empleada en el crecimiento corporal es la única que podrán emplear los consumidores del nivel superior, los cuales, igualmente sólo aprovecharán una mínima parte para su crecimiento. Así ocurre sucesivamente en cada nivel alimenticio (o nivel trófico), por lo que la superpoblación o la desaparición de un nivel trófico puede afectar a todos los otros niveles de un ecosistema.

## Clases de consumidores
Desde un punto de vista ecológico, o lo que es lo mismo, del aprovechamiento de otros seres, los consumidores se clasifican en primarios (herbívoros), secundarios (carnívoros) y terciarios (se alimentan de los secundarios). Consumidores cuaternarios son aquellos seres que se nutren tanto de vegetales como de consumidores secundarios y terciarios.
- Herbívoros. Se alimentan de diferentes partes de la planta, pudiendo ser éstas raíces, tallos, hojas, flores, frutos o semillas o sustancias previamente elaboradas por la planta, como lo hacen las abejas, que utilizan el néctar de las flores.
- Carnívoros: Utilizan la energía que almacenan otros animales:
  - Depredadores: Se alimentan de los animales que cazan.
  - Parásitos: Se alimentan de otros animales, pero sin matarlos.
  - Carroñeros: Se alimentan de cadáveres o restos de otros seres.
- Omnívoros: Se alimentan tanto de otros animales como de plantas y más.
- Detritívoros: Se alimentan de residuos.